# Acrocercops eurhythmopa
Acrocercops eurhythmopa är en fjärilsart som beskrevs av Edward Meyrick 1934. Acrocercops eurhythmopa ingår i släktet Acrocercops och familjen styltmalar.
Artens utbredningsområde är Sierra Leone. Inga underarter finns listade i Catalogue of Life.